# Conocephalus
Conocephalus es un género de saltamontes longicornios de la subfamilia Conocephalinae, conocidos como cabezas de cono (como lo indica su nombre científico). Fue descrito por Carl Peter Thunberg en 1815.

## Subgéneros y especies
El archivo de especies de Orthoptera enumera más de 150 especies, agrupadas en subgéneros:

### Amurocephalus
- Subgénero: Storozhenko, 2004 (China)
- Conocephalus chinensis (Redtenbacher, 1891)

### Anisoptera
- Subgénero: Latreille, 1829 (En todo el mundo)
- Conocephalus adustus (Redtenbacher, 1891)
- Conocephalus bakeri (Karny, 1920)
- Conocephalus bechuanensis (Péringuey, 1916)
- Conocephalus beybienkoi Storozhenko, 1981
- Conocephalus bilineatus (Erichson, 1842)
- Conocephalus bivittatus (Bolívar, 1900)
- Conocephalus borellii (Giglio-Tos, 1897)
- Conocephalus borneensis (Redtenbacher, 1891)
- Conocephalus brevicercus (Karsch, 1893)
- Conocephalus burri Ebner, 1910
- Conocephalus concolor (Burmeister, 1838)
- Conocephalus cyprius Ramme, 1951
- Conocephalus denticercus (Karny, 1907)
- Conocephalus dorsalis (Latreille, 1804) – Cabeza de cono de alas cortas
- Conocephalus equatorialis (Giglio-Tos, 1898)
- Conocephalus exemptus (Walker, 1869)
- Conocephalus exsul (Karny, 1911)
- Conocephalus fasciatus (De Geer, 1773)
- Conocephalus flavus (Redtenbacher, 1891)
- Conocephalus formosus (Redtenbacher, 1891)
- Conocephalus gigantius Matsumura & Shiraki, 1908
- Conocephalus guangdongensis Shi & Liang, 1997
- Conocephalus honorei (Bolívar, 1900)
- Conocephalus insularis (Morse, 1905)
- Conocephalus iriodes Rehn & Hebard, 1915
- Conocephalus iris (Serville, 1838)
- Conocephalus japonicus (Redtenbacher, 1891)
- Conocephalus kibonotense (Sjöstedt, 1909)
- Conocephalus kilimandjaricus (Sjöstedt, 1909)
- Conocephalus liangi Liu & Zhang, 2007
- Conocephalus longipennis (Haan, 1842)
- Conocephalus maculatus (Le Guillou, 1841)
- Conocephalus melaenus (Haan, 1842)
- Conocephalus meruense (Sjöstedt, 1909)
- Conocephalus oceanicus (Le Guillou, 1841)
- Conocephalus ochrotelus Rehn & Hebard, 1915
- Conocephalus percaudatus Bei-Bienko, 1955
- Conocephalus pictus (Redtenbacher, 1891)
- Conocephalus resacensis Rehn & Hebard, 1915
- Conocephalus rhodesianus (Péringuey, 1916)
- Conocephalus semivittatus (Walker, 1869)
- Conocephalus signatus (Redtenbacher, 1891)
- Conocephalus starmuehlneri Kaltenbach, 1968
- Conocephalus strictus (Scudder, 1875)
- Conocephalus trifasciatus (Redtenbacher, 1891)
- Conocephalus truncatus (Redtenbacher, 1891)
- Conocephalus unicolor Bruner, 1915
- Conocephalus versicolor (Redtenbacher, 1891)
- Conocephalus vestitus (Redtenbacher, 1891)
- Conocephalus yunnanensis Shi & Feng, 2009

Anteriormente colocado en subgénero Xiphidion:
- Conocephalus angustifrons (Redtenbacher, 1891)
- Conocephalus fuscus (Fabricius, 1793): Sinónimo en disputa  C. discolor  (Thunberg, 1815)
- Conocephalus ictus (Scudder, 1875)
- Conocephalus magdalenae Naskrecki, 2000
- Conocephalus saltator (Saussure, 1859)
- Conocephalus urcitanus Barranco, Aguirre & Pascual, 1996

### Aphauropus
- Subgénero: Rehn & Hebard, 1915 (América Central)
- Conocephalus leptopterus Rehn & Hebard, 1915

### Chloroxiphidion
- Subgénero: Hebard, 1922 (África, Australasia: probablemente inconpleta)
- Conocephalus albescens (Walker, 1869)
- Conocephalus bituberculatus (Redtenbacher, 1891)
- Conocephalus dubius Willemse, 1942
- Conocephalus javanicus (Redtenbacher, 1891)
- Conocephalus laetus (Redtenbacher, 1891)
- Conocephalus striata Willemse, 1942
- Conocephalus upoluensis (Karny, 1907)
- Conocephalus vaginatus Willemse, 1942

### Conocephalus
- Subgénero: Thunberg, 1815 (En todo el mundo)
- Conocephalus aberrans (Redtenbacher, 1891)
- Conocephalus abispinatus Hsia & Liu, 1990
- Conocephalus africanus (Redtenbacher, 1891)
- Conocephalus aigialus Rehn & Hebard, 1915
- Conocephalus amabilis (Stål, 1861)
- Conocephalus angustivertex Pitkin, 1980
- Conocephalus arabicus Uvarov, 1933
- Conocephalus armatipes (Karsch, 1893)
- Conocephalus attenuatus (Scudder, 1869)
- Conocephalus bambusanus Ingrisch, 1990
- Conocephalus basutoanus Chopard, 1955
- Conocephalus bidens Uvarov, 1957
- Conocephalus bidentatus Shi & Zheng, 1994
- Conocephalus bispinatus Pitkin, 1980
- Conocephalus brevipennis (Scudder, 1862)
- Conocephalus brincki Chopard, 1955
- Conocephalus caizanus (Giglio-Tos, 1897)
- Conocephalus carbonarius (Redtenbacher, 1891)
- Conocephalus caudalis (Walker, 1869)
- Conocephalus caudatus Bei-Bienko, 1954
- Conocephalus cercorum Sjöstedt, 1926
- Conocephalus chavesi (Bolívar, 1905)
- Conocephalus cognatus (Redtenbacher, 1891)
- Conocephalus conocephalus (Linnaeus, 1767)
- Conocephalus doryphorus (Karny, 1907)
- Conocephalus ebneri Harz, 1966
- Conocephalus exitiosus (McNeill, 1901)
- Conocephalus fulmeki Ebner, 1927
- Conocephalus gracillimus Morse, 1901
- Conocephalus grebenchikovi Uvarov, 1942
- Conocephalus guineensis (Redtenbacher, 1891)
- Conocephalus hastatus (Charpentier, 1825)
- Conocephalus hecticus (Gerstaecker, 1869)
- Conocephalus hygrophilus Rehn & Hebard, 1915
- Conocephalus inaequalis Uvarov, 1928
- Conocephalus inconspicuum Karny, 1920
- Conocephalus infumatus (Redtenbacher, 1891)
- Conocephalus kisi Harz, 1967
- Conocephalus liebermanni Ebner, 1953
- Conocephalus lugubris (Redtenbacher, 1891)
- Conocephalus meadowsae Harz, 1970
- Conocephalus nemoralis (Scudder, 1875)
- Conocephalus nigropleuroides Fox, 1912
- Conocephalus nigropleurum (Bruner, 1891)
- Conocephalus obtectus Karny, 1907
- Conocephalus occidentalis (Morse, 1901)
- Conocephalus peringueyi Uvarov, 1928
- Conocephalus posticus (Walker, 1869)
- Conocephalus punctipennis (Walker, 1869)
- Conocephalus recticaudus Bruner, 1915
- Conocephalus redtenbacheri (Bolívar, 1905)
- Conocephalus resinus (Saussure & Pictet, 1898)
- Conocephalus saltans (Scudder, 1872)
- Conocephalus sannio Karny, 1920
- Conocephalus sinensis (Walker, 1871)
- Conocephalus somali (Burr, 1900)
- Conocephalus spartinae (Fox, 1912)
- Conocephalus stramineus (Haan, 1842)
- Conocephalus sulcifrontis Hsia & Liu, 1990
- Conocephalus tenellus (Walker, 1869)
- Conocephalus tenuis (Walker, 1869)
- Conocephalus tridens Hebard, 1935
- Conocephalus trivittatus (Stål, 1861)
- Conocephalus tumidus Pitkin, 1980
- Conocephalus tumultuosus Willemse, 1942
- Conocephalus willemsei Pitkin, 1980
- Conocephalus xiai Liu & Zhang, 2007

### Dicellurina
- Subgénero: Rehn & Hebard, 1938 (Este de Estados Unidos)
- Conocephalus allardi (Caudell, 1910)

### Megalotheca
- Subgénero: Karny, 1907 (África del Sur, Madagascar)
- Conocephalus longiceps (Péringuey, 1916)
- Conocephalus marcelloi Gorochov & Llorente del Moral, 2004
- Conocephalus montana (Uvarov, 1928)
- Conocephalus namibius Gorochov, 2009
- Conocephalus nigrifrons (Chopard, 1952)
- Conocephalus parvula (Péringuey, 1916)
- Conocephalus phasma Gorochov & Llorente del Moral, 2004
- Conocephalus vaginalis (Karny, 1907)
- Conocephalus xiphidioides (Karny, 1907)
- Conocephalus zlobini Gorochov, 2009

### Opeastylus
- Subgénero: Rehn & Hebard, 1915 (América del Sur)
- Conocephalus longipes (Redtenbacher, 1891)
- Conocephalus vitticollis (Blanchard, 1851)

### Perissacanthus
- Subgénero: Rehn & Hebard, 1915 (Paraguay)
- Conocephalus strictoides (Caudell, 1906)

### Subgénero no Determinado
- Conocephalus aculeatus Piza, 1969
- Conocephalus affinis Redtenbacher, 1891
- Conocephalus goianus Piza, 1977
- Conocephalus algerinorum Massa, 1999
- Conocephalus cinereus Thunberg, 1815
- Conocephalus differentus Shi & Liang, 1997
- Conocephalus emeiensis Shi & Zheng, 1999
- Conocephalus halophilus Ishikawa, 2004
- Conocephalus melaenoides Sänger & Helfert, 1995
- Conocephalus sojolensis Sänger & Helfert, 1995
- Conocephalus spinosus (Morse, 1901)
- Conocephalus stictomerus Rehn & Hebard, 1915